# Izabel Yoko Ito
Izabel Yoko Ito (São Paulo, 1940 – Ribeirão Preto, 29 de outubro de 2010) foi uma pioneira microbióloga, pesquisadora e professora universitária brasileira.
Professora titular aposentada e livre-docente da Universidade de São Paulo, foi pioneira nos estudos de microbiologia da antiga Faculdade de Farmácia e Odontologia de Ribeirão Preto, desmembrada em 1983 por decreto do governo estadual.

## Biografia
Filha de imigrantes japoneses, nascida em 1940, Izabel sabia que para escapar do trabalho braçal na lavoura seria preciso se dedicar aos estudos. Ainda criança, seu sonho era ser professora a exemplo de sua tia Isabel, do Grupo Escolar que Izabel frequentava, percorrendo estradas de terra a cavalo.
Izabel ingressou no curso de farmácia da antiga Faculdade de Farmácia e Odontologia de Ribeirão Preto, incorporada pela Universidade de São Paulo, onde se formou em 1960. Com bolsa da Capes fez especialização em microbiologia pela Universidade Federal do Rio de Janeiro (UFRJ) e em 1967 defendeu doutorado em farmácia, sob a orientação de Octávio Baracchini.
Professora titular da USP desde 1962, o trabalho de Izabel Ito na área da microbiologia foi reconhecido em 2008, com a criação de um prêmio que leva o seu nome e que é entregue durante o Encontro Anual Farmacêutico de Ribeirão Preto (Enfarp). O objetivo, de acordo com os organizadores, é “incentivar a iniciação à pesquisa em seus aspectos básicos e aplicados”.

## Morte
Izabel morreu em 29 de outubro de 2010, aos 70 anos, em Ribeirão Preto.